# 치치메카

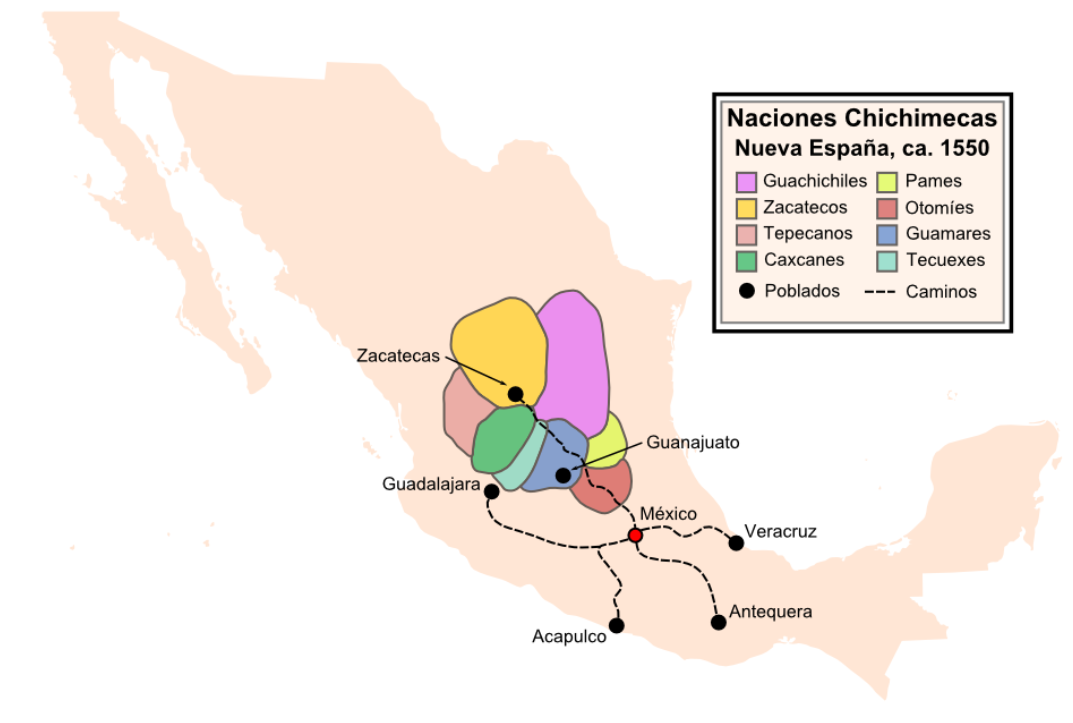

치치메카(나와틀어: Chīchīmēcah [tʃiːtʃiːˈmeːkaʔ])는 오늘날의 멕시코 중북부 멕시코 고원 지역에서 생활한 나우아족 계열 민족들로서, 유목민 또는 반유목민 생활을 했다. 그 구성원은 단수형으로 치치메카틀(나와틀어: Chīchīmēcatl)이라고 한다.
치치메카는 남부 원주민들(아스텍, 타라스칸 등)에게 야만적이고 호전적인 전투종족으로 인식되었다. 치치메카는 단일한 민족이 아니라 자카테코, 카흐칸, 구아치칠, 시이우이, 구아마레 등 대여섯 집단들을 남부인들 입장에서 “오랑캐(바르바로이)” 같은 느낌으로 총칭하는 말이었다. 아스텍을 정복한 에스파냐 정착민들도 이러한 인식을 계승했다. 치치메카가 교역로를 위협하고 약탈하였고, 또한 치치메카의 영토에 은광이 있었기 때문에 에스파냐인들은 정복된 남부 원주민들을 동맹으로 삼아 치치메카를 공격했다(치치메카 전쟁). 그러나 에스파냐인들은 치치메카의 소규모 유격전을 당해내지 못했고, 결국 무력 복속을 포기하고 그들에게 가축과 도구를 주어 농경민으로 정착시키는 것으로써 동화, 흡수시켰다. 16세기 이후 별도의 민족으로서의 치치메카는 소멸했다.